# Ronneby blåmusslebankar
Ronneby blåmusslebankar är ett svenskt marint naturreservat som inrättades 2020 av Länsstyrelsen i Blekinge län och ligger i havsdelen av Ronneby kommun och Karlskrona kommun.
Det omfattar 14 1979 hektar, varav enbart fem är land, resten hav. Det består av havsbotten med blåmusslor samt kräkel och andra rödalger samt några fågelöar som Gåsfeten och Asla.